# Panna cotta
Panna cotta is een Italiaans nagerecht, waarvan de naam letterlijk gekookte (cotta) room (panna) betekent. Het komt van oorsprong uit de Noord-Italiaanse regio Piëmont. 
De basisingrediënten zijn room, suiker en gelatine. De room en suiker worden een kwartier tot aan het kookpunt verwarmd, eventueel met vanille. Dan wordt er zoveel gelatine in opgelost, dat het mengsel na afkoeling zijn vorm behoudt.
Panna cotta wordt vaak geserveerd met bessen, karamel, chocolade of frambozensaus.